# Campionat britànic de motocròs 1982
La temporada de 1982 del Campionat britànic de motocròs fou la 31a edició d'aquest campionat, organitzat per l'ACU.

## Classificació final

### 500cc
| Posició | Pilot          | Motocicleta | Punts |
| ------- | -------------- | ----------- | ----- |
| 1       | Neil Hudson    | Yamaha      | 588   |
| 2       | Dave Thorpe    | Kawasaki    | 529   |
| 3       | Dave Watson    | Yamaha      | 458   |
| 4       | Jeremy Whatley | Suzuki      | 444   |
| 5       | Roger Harvey   | Yamaha      | 370   |
| 6       | Graham Noyce   | Honda       | 355   |
| 7       | Willie Simpson | Maico       | 330   |
| 8       | Peter Mathia   | Yamaha      | 326   |
| 9       | Steve Beamish  | Honda       | 310   |
| 10      | Geoff Mayes    | Maico       | 262   |

### 250cc
| Posició | Pilot           | Motocicleta | Punts |
| ------- | --------------- | ----------- | ----- |
| 1       | Dave Thorpe     | Kawasaki    | 175   |
| 2       | Paul Hunt       | Kawasaki    | 108   |
| 3       | Jeremy Whatley  | Suzuki      | 107   |
| 4       | Roger Harvey    | Yamaha      | 85    |
| 5       | Dave Watson     | Yamaha      | 73    |
| 6       | Billy Aldridge  | Suzuki      | 60    |
| 7       | Perry Leask     | Yamaha      | 52    |
| 8       | Steve Beamish   | Honda       | 49    |
| 9       | Jonathan Wright | Suzuki      | 38    |
| 10      | Peter Mathia    | Yamaha      | 35    |

### 125cc
| Posició | Pilot          | Motocicleta | Punts |
| ------- | -------------- | ----------- | ----- |
| 1       | Peter Mathia   | Yamaha      | 149   |
| 2       | Paul Hunt      | Kawasaki    | 131   |
| 3       | Dave Thorpe    | Kawasaki    | 105   |
| 4       | Roger Harvey   | Yamaha      | 86    |
| 5       | Rob Hooper     | KTM         | 75    |
| 6       | Kurt Nicoll    | Kawasaki    | 68    |
| 7       | Perry Leask    | Yamaha      | 56    |
| 8       | Andy Nicholls  | KTM         | 39    |
| 9       | Howard Lucas   | Yamaha      | 39    |
| 10      | Jeremy Whatley | Suzuki      | 36    |